# Capitale San Felipe
Pour les articles homonymes, voir San Felipe.
Capitale San Felipe est l'une des trois divisions territoriales de la municipalité de San Felipe dans l'État d'Yaracuy au Venezuela. À des fins statistiques, l'Institut national de la statistique du Venezuela a créé le terme de « parroquia capital », ici traduit par le terme « capitale » qui correspond au territoire où se trouve le chef-lieu de la municipalité afin de couvrir ce vide spatial, qui, selon la loi sur la division politique territoriale publiée dans le Journal officiel de l'État « n'attribue pas de hiérarchie politique territoriale, ni de description de ses limites respectives ». Ce territoire s'articule autour de San Felipe, chef-lieu de la municipalité.

## Géographie

### Démographie
Hormis San Felipe, ville autour de laquelle s'articule la division territoriale et statistique et elle-même divisée en plusieurs quartiers, cette dernière possède plusieurs localités :
- Charaguao
- La Maroquina (partagé avec la paroisse civile voisine de San Javier)
- San Felipe
  - La Cuchilla
  - La Mosca
  - Urbanización La Esmeralda
  - Urbanización Las Tapias (ou Higuerón)